# Бельгія (фільм)
«Бельгія» (фр. Belgica) — бельгійсько-французький фільм-драма 2016 року, поставлений режисером Феліксом ван Ґронінґеном. Прем'єра стрічки відбулася 21 січня 2016 року на кінофестивалі «Санденс».

## Сюжет
Френк, чоловік сімейний, приділяє багато уваги своїм дружині й дитині. Його молодший брат Джо є власником невеликого бару під назвою «Бельгія» в Генті. Старший брат помічає труднощі, з якими молодшому доводиться стикатися, щоб тримати заклад на плаву, і пропонує свою допомогу. Поступово справа розширюється і починає приносити помітний прибуток. Бар стає справжньою місцевою пам'яткою, утілюючи в життя мрію Френка і Джо. Але, замість того, щоб радіти успіхам і щасливо жити, брати загрузають в суперечках і розбіжностях. Переважно проблеми створює Френк — відчувши себе успішною людиною, він приохотився до наркотиків і став зраджувати дружині, а крім того взяв у звичку жорстоко поводитися з оточенням.

## У ролях
| Стеф Артс            | ···· | Джо         |
| Том Вермейр          | ···· | Франк       |
| Стефаан де Вінтер    | ···· | Ферре       |
| Домінік ван Малдер   | ···· | Маню Дувай  |
| Бен Бенавісс         | ···· | Момо        |
| Борис ван Северен    | ···· | Тім Коппенс |
| Сара де Боссере      | ···· | Ніккі       |
| Шарлотта Вандермерс  | ···· | Ізабель     |
| Елен де Вос          | ···· | Маріке      |
| Жан-Мішель Бальтазар | ···· | Андре       |

## Знімальна група
- Автор сценарію — Арне Сіренс, Фелікс ван Ґронінґен
- Режисер-постановник — Фелікс ван Ґронінґен
- Продюсер — Дірк Імпенс
- Співпродюсери — Арнольд Есленфельд, Лоретта Шиллінґс, Франс ван Ґестель
- Асоційовані продюсери — Ганс Еверерт, Руді Верзік
- Композитор — Soulwax
- Оператор — Рубен Імпенс
- Монтаж — Ніко Ленен
- Художник по костюмах — Енн Ловері
- Артдиректор — Курт Ріґолль

## Нагороди та номінації
| Список нагород та номінацій | Список нагород та номінацій | Список нагород та номінацій  | Список нагород та номінацій | Список нагород та номінацій | Список нагород та номінацій |
| Кінопремія                  | Дата церемонії              | Категорія                    | Номінант(и)                 | Результат                   | Дж                          |
| --------------------------- | --------------------------- | ---------------------------- | --------------------------- | --------------------------- | --------------------------- |
| Кінофестиваль «Санденс»     | 2016                        | Гран-прі журі                | Бельгія                     | Номінація                   |                             |
| Кінофестиваль «Санденс»     | 2016                        | Режисерська нагорода         | Фелікс ван Ґронінґен        | Перемога                    |                             |
| Кінофестиваль в Остенде     | 2016                        | Найкращий фільм              | Бельгія                     | Номінація                   |                             |
| Кінофестиваль в Остенде     | 2016                        | Найкращий режисер            | Фелікс ван Ґронінґен        | Номінація                   |                             |
| Кінофестиваль в Остенде     | 2016                        | Найкращий актор              | Стеф Артс                   | Номінація                   |                             |
| Кінофестиваль в Остенде     | 2016                        | Найкращий актор              | Том Вермейр                 | Номінація                   |                             |
| Кінофестиваль в Остенде     | 2016                        | Найкраща музика              | Soulwax                     | Перемога                    |                             |
| Премія «Люм'єр»             | 30 січня 2017               | Найкращий франкомовний фільм | Бельгія                     | Номінація                   | [ 5 ]                       |
| Премія Магрітт              | 4 лютого 2017               | Найкращий фламандський фільм | Бельгія                     | Перемога                    | [ 6 ]                       |